# Ваља Брадулуј (Хунедоара)
Ваља Брадулуј (рум. Valea Bradului) насеље је у Румунији у округу Хунедоара у општини Брад. Oпштина се налази на надморској висини од 315 m.

## Становништво
Према подацима из 2002. године у насељу је живело 838 становника, од којих су сви румунске националности.